# Condado de Pipestone
El condado de Pipestone (en inglés: Pipestone County), fundado en 1857, es un condado del estado estadounidense de Minnesota. En el año 2000 tenía una población de 9 895 habitantes con una densidad de población de 8 personas por km². La sede del condado es Pipestone.

## Geografía
Según la oficina del censo el condado tiene una superficie total de 1207 km² (466 mi²), de los que la totalidad son tierra. No dispone de lagos naturales aunque tiene un embalse artificial.

## Condados adyacentes
- Condado de Lincoln - norte
- Condado de Lyon - noreste
- Condado de Murray - este
- Condado de Rock - sur
- Condado de Minnehaha - suroeste
- Condado de Moody - oeste
- Condado de Brookings - noroeste

### Principales carreteras y autopistas
- U.S. Autopista 75
- Carretera estatal 23
- Carretera estatal 30
- Carretera estatal 269

### Espacios protegidos
En este condado se encuentra el monumento nacional de Pipestone.

## Demografía
Según el censo del 2000 la renta per cápita media de los habitantes del condado era de 31.909 dólares y el ingreso medio de una familia era de 40.133 dólares. En el año 2000 los hombres tenían unos ingresos anuales 27.642 dólares frente a los 20.759 dólares que percibían las mujeres. El ingreso por habitante era de 16.450 dólares y alrededor de un 9,50% de la población estaba bajo el umbral de pobreza nacional.

## Localidades

### Ciudades y pueblos
- Edgerton
- Hatfield
- Holland
- Ihlen
- Jasper
- Pipestone
- Ruthton
- Trosky
- Woodstock

### Municipios
- Municipio de Aetna
- Municipio de Altona
- Municipio de Burke
- Municipio de Eden
- Municipio de Elmer
- Municipio de Fountain Prairie
- Municipio de Grange
- Municipio de Gray
- Municipio de Osborne
- Municipio de Rock
- Municipio de Sweet
- Municipio de Troy

### Comunidades no incorporadas
- Airlie
- Cazenovia
- Cresson